# Nordkanal (Meerenge)
Der Nordkanal (irisch und schottisch-gälisch Sruth na Maoile, englisch Straits of Moyle, Sea of Moyle oder North Channel) ist ein Ausläufer der Irischen See und trennt Schottland von Nordirland. Der Nordkanal zählt aber zur Schottischen See.
Am Nordausgang, zwischen dem Mull of Kintyre und Fair Head bei Ballycastle, ist der Nordkanal etwa 24 km breit, an seiner engsten Stelle zwischen dem Mull of Kintyre  und Torr Head  nur 21 km breit. Zwischen der nordirischen Küste östlich von Bangor und Stranraer ist der Nordkanal etwa 40 km breit. Die mit rund 300 Metern tiefste Stelle wird Beaufort’s Dyke genannt.
Die kleine nordirische Insel Rathlin liegt im Nordkanal.
Der Nordkanal ist eine Strecke der Ocean’s Seven.

## Fährverbindungen
- Stranraer ↔ Belfast, Larne
- Cairnryan ↔ Larne
- Isle of Man ↔ Belfast

## Geschichte
Zu Beginn des Zweiten Weltkriegs fuhren die so genannten HX-Geleitzüge (HX = Halifax)  auf der Nordatlantikroute zwischen Kanada und Großbritannien über den Nordkanal in Richtung Liverpool. So erreichten die meisten der für das Militär überlebenswichtigen Hilfskonvois England.